# Sapeornis
Sapeornis – wymarły rodzaj ptaka.
Żył w epoce wczesnej kredy na terenach północno-wschodnich Chin. Jego szczątki znaleziono w prowincji Liaoning w osadach aptu.
Posiadał jeszcze zęby w szczęce i szpony na kończynach przednich, podobnie jak inne wczesne ptaki.
W obrębie rodzaju znany jest jeden gatunek: Sapeornis chaoyangensis Zhou & Zhang, 2002.